# Die dritte Leuchtkugel

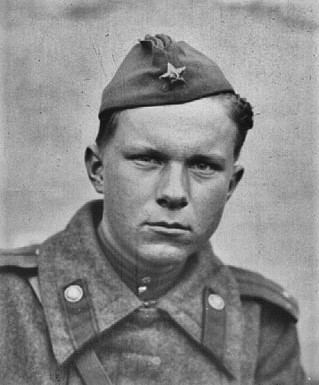
Wassil Bykau im Jahr 1944

Die dritte Leuchtkugel (belarussisch Трэцяя ракета Trezjaja raketa, russisch Третья ракета Tretja raketa) ist eine Novelle des belarussischen Schriftstellers Wassil Bykau aus dem Jahr 1961. Der von Michail Wassiljewitsch Gorbatschow ins Russische übersetzte Text wurde 1962 im Heft 13 der zweimal im Monat erscheinenden Roman-Zeitung abgedruckt.
Zu Beginn des Deutsch-Sowjetischen Krieges hat der junge Weißrusse Lasnjak bei den Partisanen gelernt, was Tapferkeit heißt: Wer vom Angreifer überrannt beziehungsweise eingekesselt wird, ergibt sich nicht, sondern kämpft bis zur letzten Patrone.

## Inhalt
Vorgeschichte
Lasnjak kämpft 1941 in seinen heimatlichen Wäldern als Partisan. Schufte spüren seine Einheit in der Witebsker Gegend in der Nähe eines Dörfchens auf und verraten sie an die Deutschen. Die Partisanen kämpfen, bis ihnen die Munition ausgeht und können sich zurückziehen. Lasnjak hat einen Schuss in den Oberschenkel abbekommen. Am nächsten Tag müssen die Partisanen aus der Entfernung tatenlos ein Verbrechen mitansehen. Die Männer, Frauen und Kinder des Dörfchens werden vom Gegner umgebracht: Eine „Kolonne von Schützenpanzerwagen und Geländefahrzeugen“ überfährt die Dorfbewohner.
Überblick
Juli 1944: Der Ich-Erzähler Kanonier Lasnjak – er teilt seinen Vornamen nicht mit – dient in der Roten Armee an der rumänischen Front in Pruthnähe unter dem altgedienten Artilleristen Wachtmeister Markel Iwanowitsch Shautych zusammen mit fünf jungen Männern – alles einfache Soldaten – an einem Geschütz in einer Panzerabwehrbatterie. Während eines Vormarsches der Deutschen kommen der Bataillonskommandeur Hauptmann Trozki, fast die gesamte Bedienmannschaft und auch Ljussja, ein junges Mädchen im Unteroffiziersrang und Sanitäterin in der Batterie, ums Leben. Von der Geschützbedienung überleben lediglich Lasnjak und der junge Ladekanonier Ljoschka Sadaroshny.
Der gutmütige Panzerjäger Wachtmeister Shautych, Vater von vier Kindern, kann zwar Ljoschka Sadaroshnys Trägheit und Nachlässigkeit im Dienst keinesfalls tolerieren, beschränkt sich aber auf die eine oder andere Standpauke. Ansonsten hören sich alle gern Ljoschkas Lügenmärchen – Liebesabenteuer betreffend – in abendlichen Mußestunden neben der Feuerstellung schmunzelnd an. Wie es aussieht, hat der Faulenzer Ljoschka auch Glück bei Ljussja. Das geht Lasnjak über die Hutschnur. Hat er doch auch ein Auge auf das schöne Mädchen geworfen.
Es wird ernst. Die Deutschen entminen Gassen. Deutsche Panzer bringen den Tod. Wachtmeister Shautych fällt. Richtkanonier Popow, ein Jakute, übernimmt das Kommando an der 4,5er Pak. Die Front ist durchbrochen. Ljoschka sieht die Bedienmannschaft auf verlorenem Posten und ist als einziger für den Rückzug. Popow hat keinen Rückzugsbefehl. Jemand muss bei Hauptmann Trozki den Tod des Kommandeurs melden. Ljoschka geht freiwillig. Warum? Der Ich-Erzähler hat eine schlimme Vermutung, die er zunächst für sich behält. Popow kämpft weiter; drängt eine feindliche Fahrzeugkolonne von ihrer Gasse ins Minenfeld ab. Die Munition geht zur Neige.
Anstelle von Ljoschka kommt Ljussja mit einem Befehl des Bataillonskommandeurs zurück: Munition sprengen und zurückgehen, denn gegnerische Panzer haben das 44. Regiment eingeschlossen. Ljussja fügt auf Befragen kleinlaut bei, Ljoschka sei einer leichten Verwundung wegen im Lazarett zurückgeblieben. Gegnerische Infanterie rückt aus dem benachbarten Maisfeld vor. Popow fällt. Lasnjak muss das Kommando übernehmen und kämpft weiter; will sich an den Deutschen für die ermordeten weißrussischen Landsleute rächen. Ljussja kämpft mit der Waffe in der Hand; hält sich tapfer an Lasnjaks Seite. Als zwei Schwerverwundete, die im Sterben liegen, nach einem Schluck Wasser lechzen, holt sie welches in einer halbleeren Feldflasche aus dem Marschgepäck eines gefallenen Deutschen in der Nähe und erbeutet bei diesem Ausfall eine Raketenpistole mit drei Signalpatronen.
Das Geschütz ist außer Gefecht gesetzt. Lasnjak kann die Kanone notdürftig wieder abschussbereit machen. Als die Waffe ganz ausfällt, ergibt sich Lasnjak nicht, sondern kämpft mit ein paar restlichen Handgranaten weiter und wirft eine deutsche Handgranate zurück. Letztere trifft. Lasnjak  will Ljussja beschützen. Ljussja gesteht Lasnjak, Ljoschkas „Verwundung“ war ein winziger Kratzer. Lasnjaks oben erwähnte schlimme Vermutung bestätigt sich: Der „Verwundete“ ist ein Feigling; ein Lump.
Ljussja fällt im Kampf. Lasnjak, nun wirklich auf verlorenen Posten in der Feuerstellung, kämpft ganz allein für alle – für Shautych, für Popow … für Ljussja und für noch drei andere gefallene Kameraden an der Pak. Er hat nur noch die drei Schuss in der Raketenpistole. Lasnjak schießt einen herannahenden Deutschen in Brand, schießt auf andere deutsche Angreifer, deren Waffen auf einmal schweigen. Selbstfahrlafetten SAU-100 tragen einen Gegenangriff vor. In ihrem Gefolge erscheint Ljoschka mit zwei Kochgeschirren voll Verpflegung und lädt, als wäre nichts gewesen, zur Mahlzeit ein. Lasnjak schießt Ljoschka Sadaroshny die dritte Leuchtkugel ins Gesicht.

## Verfilmung
- 1963 Sowjetunion, Belarusfilm[7]: Die dritte Leuchtkugel[8], Film von Richard Nikolajewitsch Wiktorow[9] mit Stanislaw Ljubschin als Kanonier Lasnjak, Georgi Schschonow als Wachtmeister Shautych[10], Nadeschda Mefodjewna Semenzowa[11] als Ljussja und Leonid Alexandrowitsch Dawydow-Subotsch[12] als Ljoschka Sadaroshny.

## Deutschsprachige Ausgaben
- Wassil Bykow: Die dritte Leuchtkugel. Zwei Erzählungen. Aus dem Russischen von Dieter Pommerenke. Verlag Kultur und Fortschritt, Berlin 1964 (deutsche Erstausgabe)
- Die dritte Leuchtkugel. Aus dem Russischen von Corrinna und Gottfried Wojtek. S. 5–152 in Wassil Bykau: Novellen. Band 1. Verlag Volk und Welt. Berlin 1976 (1. Aufl., verwendete Ausgabe)